# Metawin Opas-iamkajorn
Metawin Opas-iamkajorn (tailandês: เมธ วิน โอภาส เอี่ยม ขจร; nascido em 21 de fevereiro de 1999), mais conhecido por seu apelido Win (tailandês: วิน), é um ator e cantor tailandês de ascendência chinesa. Ele é conhecido por sua estreia como ator e papel principal como Tine em 2gether: The Series e Still 2gether (ambos em 2020), que o levaram a destaque internacional.
Em 2021, ele estrelará a adaptação tailandesa do popular mangá japonês Boys Over Flowers, onde fará o papel de Kavin (Nishikado Sojiro), um dos membros do F4.

## Biografia
Metawin nasceu em Bangkok, Tailândia, e é o terceiro de quatro irmãos, Mintra, Kasanant e Metas.
Ele completou seu ensino médio na Panjarat High School, onde teve a oportunidade de se tornar um estudante internacional de intercâmbio no Belmond-Klemme Community School District em Iowa (EUA), onde também estudou inglês. Durante o período de intercâmbio, passou a integrar o coral de percussão da banda escolar, onde seu grupo recebeu nota máxima (Divisão I). Ele também passou no teste de Desenvolvimento Educacional Geral (GED) após a formatura.
Atualmente, ele está cursando um BA em Economia (Programa Internacional) na Thammasat University. Sua família é conhecida por possuir uma empresa ligada à indústria siderúrgica tailandesa.

## Filmografia

### Televisão
| Ano  | Título              | Papel     | Notas           | Ref.   |
| ---- | ------------------- | --------- | --------------- | ------ |
| 2020 | 2gether: The Series | Tine      | Papel Principal | [ 7 ]  |
| 2020 | Play2gether         | ele mesmo | Apresentador    | [ 8 ]  |
| 2020 | Bright - Win Inbox  | ele mesmo | Apresentador    | [ 9 ]  |
| 2020 | Still 2gether       | Tine      | Papel Principal | [ 10 ] |
| 2021 | F4 Thailand         | Kavin     | Papel Principal | [ 11 ] |